# Chi Aurigae
χ Aurigae (Chi Aurigae, kurz χ Aur) ist ein dem bloßen Auge lichtschwach erscheinender spektroskopischer Doppelstern im Sternbild Fuhrmann, etwa 4 Grad nordnordöstlich des sehr hellen Sterns Elnath. Er besitzt eine scheinbare Helligkeit von 4,76m und ist nach Parallaxen-Messungen der Raumsonde Gaia etwa 3600 Lichtjahre von der Erde entfernt. Allerdings ist dieser Messwert mit einer hohen Unsicherheit behaftet; demnach könnte die Distanz des Sterns auch ungefähr 950 Lichtjahre kleiner oder größer sein. In einer von D. Weßmayer et al. im Jahr 2022 veröffentlichten Studie über spektroskopische Sternbeobachtungen wurde die Entfernung von χ Aur zu 3910 ± 420 Lichtjahre berechnet. Ein weiterer Anhaltspunkt für die Distanz des Sterns ergibt sich aus der Tatsache, dass er zur Auriga-OB1-Assoziation, einer weit ausgedehnten Gruppe heißer Sterne der Spektralklassen O und B, gerechnet wird. Der Abstand des Zentrums dieser Assoziation zur Erde beträgt circa 4300 Lichtjahre.
Auch χ Aur ist ein heißer B-Stern; genauer ausgedrückt gehört er als Überriese der Spektralklasse B4 Ia an. Aufgrund der großen Entfernung des Sterns wird sein Licht durch  interstellaren Staub erheblich gerötet, so dass er nicht blauweiß wie ein B-Stern, sondern eher gelblich-weiß leuchtet. Seine visuelle Helligkeit wird durch den interstellaren Staub um bis zu 1,7 Größenklassen getrübt; bei freier Sichtlinie würde er also bis zu fünfmal heller erscheinen. χ Aur besitzt als massiver Stern etwa 21 Sonnenmassen und 68 Sonnendurchmesser; seine Oberflächentemperatur von etwa 14600 Kelvin ist wesentlich höher als jene der Sonne. Die projizierte Äquatorialgeschwindigkeit des Sterns beträgt etwa 32 km/s, sodass er in weniger als 107 Tagen um seine eigene Achse rotiert. Sein Alter wird auf rund 9 Millionen Jahre geschätzt. Er ist massereich genug, um dereinst als Supernova zu explodieren. Auch besitzt er einen nicht sichtbaren, sondern nur spektroskopisch nachweisbaren Begleiter, der ihn auf einer elliptischen Bahn mit einer Exzentrizität von 0.116 ± 0.048 alle 677 Tage umkreist.